# Macropus agilis
Espèce
Répartition géographique
Statut de conservation UICN

 LC  : Préoccupation mineure

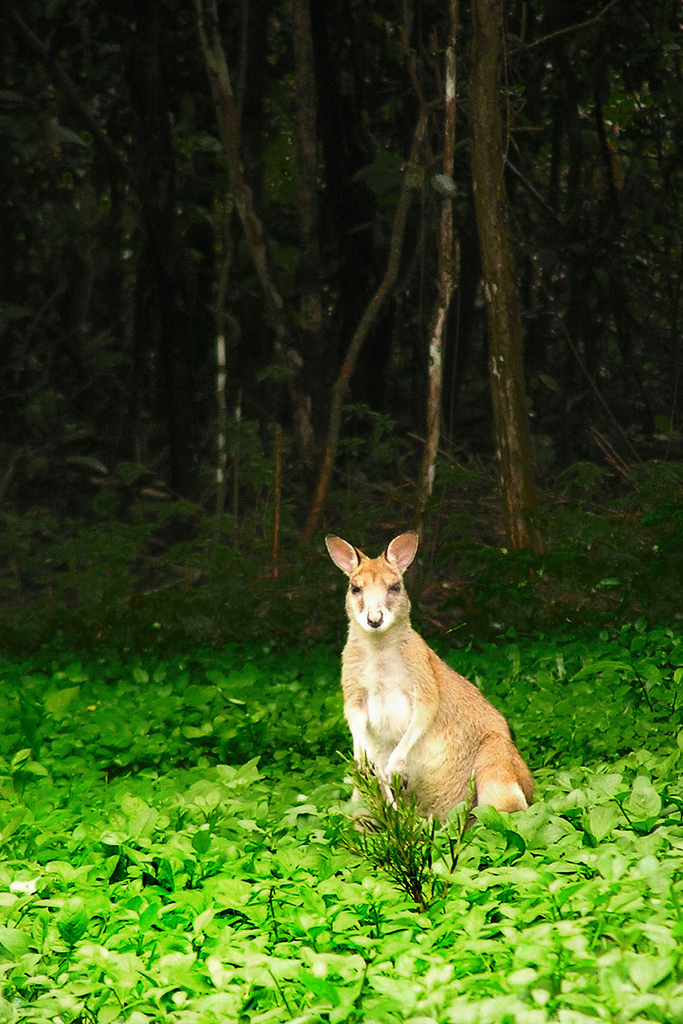
Macropus agilis

Le wallaby agile (Macropus agilis; en anglais : The Agile Wallaby ou the Sandy Wallaby) est une espèce de wallabies trouvée dans le Nord de l'Australie et en Nouvelle-Guinée. C'est le plus courant des wallabies du Nord de l'Australie.
C'est un animal sociable au pelage clair que l'on trouve broutant dans les prairies.

## Sous-espèces
Ce mammifère est représenté par quatre sous-espèces :
- Macropus agilis agilis trouvé dans le Territoire du Nord ;
- Macropus agilis jardinii trouvé dans les régions côtières de l'Est et du Nord du Queensland ;
- Macropus agilis nigrescens trouvé dans les régions de Kimberley et de la terre d'Arnhem en Australie Occidentale ;
- Macropus agilis papuanus trouvé dans le Sud et le Sud Est de la Papouasie-Nouvelle-Guinée et quelques îles environnantes.